# Takasindu
Takasindu – gaun wikas samiti we wschodniej części Nepalu w strefie Sagarmatha w dystrykcie Solukhumbu. Według nepalskiego spisu powszechnego z 2001 roku liczył on 463 gospodarstw domowych i 2391 mieszkańców (1192 kobiet i 1199 mężczyzn).